# Bur Skuelen
Bur Skuelen är ett berg i Indonesien.   Det ligger i provinsen Aceh, i den västra delen av landet, 1 600 km nordväst om huvudstaden Jakarta. Toppen på Bur Skuelen är 1 755 meter över havet, eller 622 meter över den omgivande terrängen. Bredden vid basen är 16,7 km.
Terrängen runt Bur Skuelen är kuperad åt nordost, men åt sydväst är den bergig.Runt Bur Skuelen är det ganska glesbefolkat, med 21 invånare per kvadratkilometer. I omgivningarna runt Bur Skuelen växer i huvudsak städsegrön lövskog.